# Ekaterina Trendafilowa
Ekaterina Panajotowa Trendafilowa (bulgarisch Екатерина Панайотова Трендафилова, auch Ekaterina Panayotova Trendafilova, * 20. Juni 1953 in Sofia) ist eine bulgarische Rechtswissenschaftlerin. Von 2006 bis 2015 war sie Richterin am Internationalen Strafgerichtshof in Den Haag.
Seit 12. Januar 2017 ist sie Präsidentin eines in Den Haag angesiedelten Sondergerichts (Kosovo Specialist Chambers and Specialist Prosecutor’s Office), das nach kosovarischem und internationalem Recht im Kosovokrieg begangene Kriegsverbrechen verfolgt.

## Leben
Nach dem Besuch einer englischsprachigen Schule (1967 bis 1972) studierte Trendafilowa von 1972 bis 1977 Rechtswissenschaften an der Universität Sofia. Sie absolvierte dort außerdem bis 1982 ein postgraduales Studium und promovierte zwei Jahre später in Rechtswissenschaften und Strafrechtspflege. Im Rahmen ihrer akademischen Ausbildung studierte sie 1983 und 1985 am Institut für Staat und Recht in Moskau, zudem forschte sie von 1993 bis 1994 als Humboldt-Stipendiatin an der Universität Augsburg und 1997 als Fulbright-Stipendiatin an der University of California.
In der Folge war Trendafilowa sowohl an der Universität Sofia (ab 1984) als auch an der St.-Kyrill-und-Method-Universität in Weliko Tarnowo (ab 1995) als Dozentin tätig. Von 1985 bis 1989 arbeitete sie neben ihrer Lehrtätigkeit zudem als stellvertretende Staatsanwältin am Bezirksgericht von Sofia sowie ab 1995 als Anwältin. Als Gastdozentin lehrte sie darüber hinaus an der Tōkai-Universität in Japan (1993) und an der juristischen Fakultät der University of California, Davis (1997). 2001 wurde sie zur ordentlichen Professorin an der Universität Sofia ernannt.
Seit 2004 wirkte Trendafilowa als europäische Sachverständige im Rahmen des CARDS-Projekts (Community Assistance for Reconstruction, Development, and Stabilisation) „Establishment of an Independent, Reliable and Functioning Judiciary, and the Enhancing of the Judicial Co-operation in the Western Balkans“ der Europäischen Kommission. In diesem Zusammenhang besuchte sie im Folgejahr Kroatien, Montenegro und Albanien, sprach Empfehlungen hinsichtlich der Unabhängigkeit der Justiz und Menschenrechtsfragen aus und war Referentin bei einer Konferenz in Skopje zur Justizreform in Mazedonien.
Trendafilowa war zudem aktiv an der Justizreform in Bulgarien beteiligt. Ab 1990 wirkte sie an der Abfassung reformierter Strafrechtsvorschriften mit und war als Sachverständige für das Justiz-, das Außen- und das Innenministerium mit verschiedenen Rechtsfragen, sowohl im Bereich des Straf- und Strafprozessrechts als auch im Bereich der Menschenrechte betraut. Sie beriet 2003 den Rechtsausschuss der Nationalversammlung hinsichtlich der Änderung und Ergänzung der Strafprozessordnung und war von 2004 bis 2005 Mitglied der Arbeitsgruppe für eine neue bulgarische Strafprozessordnung, der Arbeitsgruppe über das Auslieferungsrecht und den Europäischen Haftbefehl, sowie der Arbeitsgruppe über Rechtshilfe.
Am 11. März 2006 wurde sie über die Liste A für eine Amtszeit von neun Jahren zur Richterin am Internationalen Strafgerichtshof in Den Haag ernannt. Sie gehörte der Vorverfahrensabteilung an und war Vorsitzende der Zweiten Kammer mit dem Zuständigkeitsbereich Uganda, Zentralafrikanische Republik und Kenia.
Trendafilowa ist verheiratet und hat eine Tochter, die ebenfalls als Richterin tätig ist.

## Publikationen (Auswahl)
- Защитникът в наказателния процес на Република България. (Der Verteidiger im Strafprozess der Republik Bulgarien). Sofia 1992.
- Съдебният контрол върху предварителното производство на ФРГ. (Die rechtliche Kontrolle im Vorverfahren des deutschen Strafprozesses). Sofia 1995, ISBN 954-07-0784-6.
- Criminal Procedure in Bulgaria. In: Stanisław Frankowski, Paul B. Stephan (Hrsg.): Legal reform in post-communist Europe: the view from within. Martinus Nijhoff, Dordrecht 1995, ISBN 0-7923-3218-0, S. 309–329.
- Промените в НПК [Наказателно процесуалния кодекс] от 1999 г. : Теоретически положения. Законодателни решения. Тенденции. Ciela, Sofia 2000, ISBN 954-649-274-4.